# Zieloni – Wolny Sojusz Europejski
Zieloni – Wolny Sojusz Europejski (Zieloni/WSE, ang. Greens/European Free Alliance, G/EFA) – grupa polityczna w Parlamencie Europejskim V, VI, VII i VIII kadencji, działająca od 1999.
Frakcja składa się z reprezentantów dwóch europejskich partii politycznych – Europejskiej Partii Zielonych i Wolnego Sojuszu Europejskiego.

## Przewodniczący Zieloni-Wolny Sojusz Europejski
| Przewodniczący     | Państwo   | Partia narodowa     | Od   | do   |
| ------------------ | --------- | ------------------- | ---- | ---- |
| Paul Lannoye       | Belgia    | Ecolo               | 1999 | 2002 |
| Heidi Hautala      | Finlandia | Liga Zielonych      | 1999 | 2002 |
| Daniel Cohn-Bendit | Francja   | Zieloni             | 2002 | 2014 |
| Monica Frassoni    | Włochy    | Federacja Zielonych | 2002 | 2009 |
| Rebecca Harms      | Niemcy    | Sojusz 90/Zieloni   | 2009 | 2016 |
| Philippe Lamberts  | Belgia    | Ecolo               | 2014 |      |
| Ska Keller         | Niemcy    | Sojusz 90/Zieloni   | 2016 | 2022 |
| Terry Reintke      | Niemcy    | Sojusz 90/Zieloni   | 2022 |      |